# 爱德华多·弗雷·蒙塔尔瓦
爱德华多·弗雷·蒙塔尔瓦 (西班牙語：Eduardo Nicanor Frei Montalva，西班牙語發音：[eˈðwaɾðo fɾei̯ monˈtalβa]; 1911年1月16日—1982年1月22日)，智利政治家，曾于1964年至1970年担任该国总统。
弗雷曾于1964年至1970年间担任智利总统。在任期间，他将国内的国营电视台下放至各大区，并主张电视台应该更多地体现其政治目的。在外交上，儘管與中華民國維持外交關係，但智利官方也允许中华人民共和国在该国成立商務代表處。1973年智利议会选举后担任智利参议院议长一职。他的长子爱德华多·弗雷·鲁伊斯-塔格莱则于1994年至2000年间担任智利总统。
在1973年智利政变后，弗雷以及其创立的智利基督教民主党曾经支持政變推翻萨尔瓦多·阿连德。不过后來他成为奥古斯托·皮诺切特政权的反对者。